# Гусятников переулок
Гуся́тников переу́лок (в 1933—1993 годах — Большеви́стский переу́лок) — улица в центре Москвы в Басманном районе между Мясницкой улицей и Большим Харитоньевским переулком.

## Происхождение названия

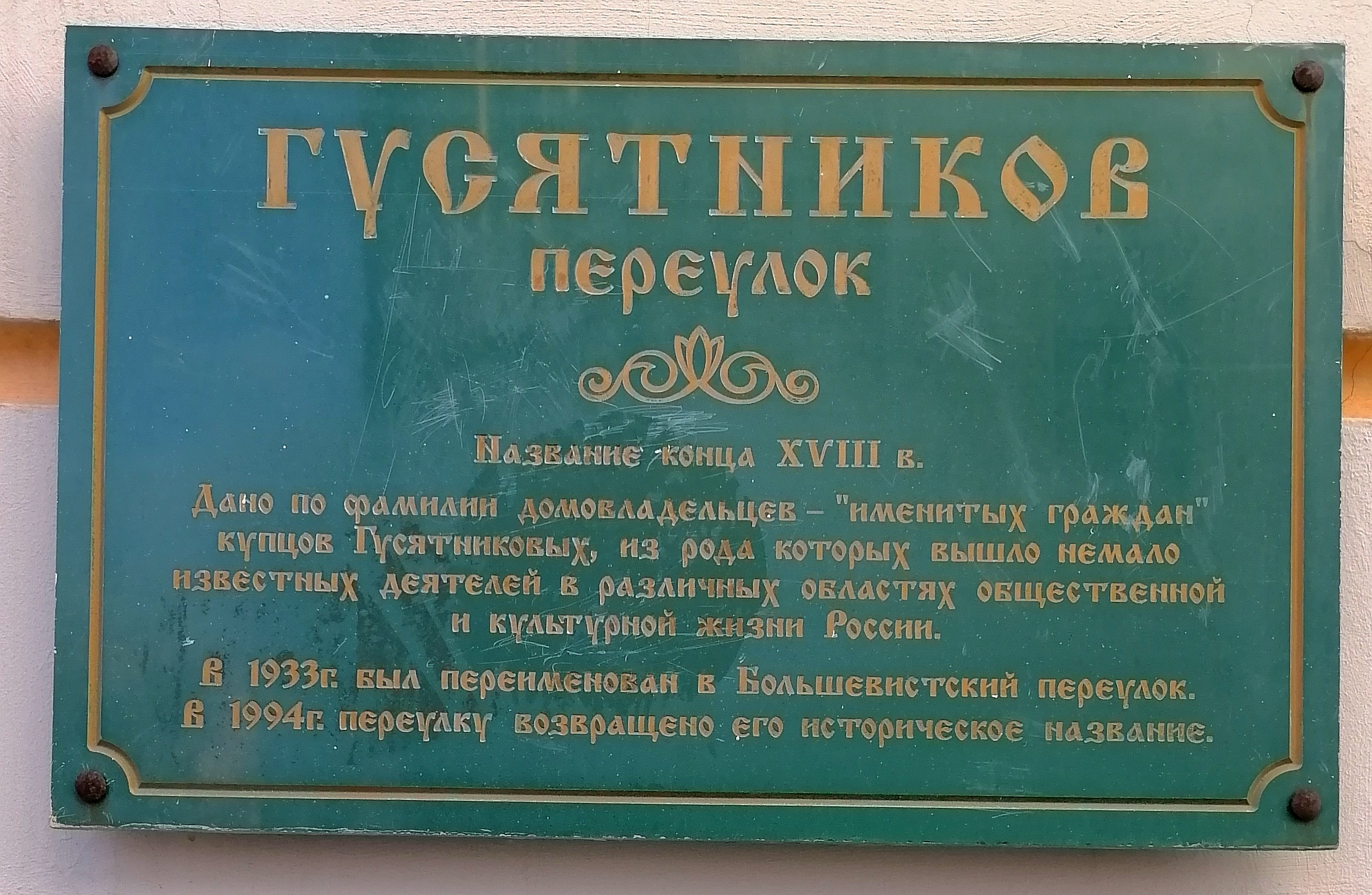

Название получил по фамилии домовладельца конца XVIII века — купца П. М. Гусятникова (также как Гусятниковская улица, сейчас Летниковская улица). В 1933—1993 годах — Большевистский переулок — по располагавшемуся поблизости (в переулке Стопани, ныне — переулок Огородная Слобода) в 1930-х годах Всесоюзному обществу старых большевиков. Исконное название возвращено в 1993 году.

## Примечательные здания и сооружения
По нечётной стороне:
- № 3/1 — доходный дом С. Ф. и А. А. Плещеевых (1910, архитектор Б. М. Нилус)[2]
- № 5 — доходный дом (Перестроен в 1892 году архитектором Н. И. Якуниным).
- № 7, стр. 1 —  памятник архитектуры (региональный)[3] усадьба фон Беренса, деревянный жилой дом 1871 года (архитектор М. А. Фидлер, перестроен в 1903 г. по проекту архитектора Н. Н. Благовещенского)
- № 11 — Доходный дом М. О. Эпштейна (1912, архитектор В. Е. Дубовской, при участии Н. А. Архипова; роспись интерьеров — художник И. И. Нивинский). Ранее на этом месте стоял дом, в котором с 1886 до 1904 года жил учёный Н. Е. Жуковский[4].
- № 13/3 — доходный дом Тестова (1910, архитектор О. Г. Пиотрович). В доме жил электротехник Я. Ф. Каган-Шабшай[5]. В рамках гражданской инициативы «Последний адрес» на доме установлены мемориальные знаки с именами почтальона Ф. П. Врахневского и почтового служащего М. С. Кошика[6], расстрелянных в годы сталинских репрессий.

По чётной стороне:
- № 4 — доходный дом (1898, архитектор Н. И. Какорин). Здесь жил математик С. В. Фомин[7].
- № 10 — Здание приюта (1902, архитектор В. М. Борин)

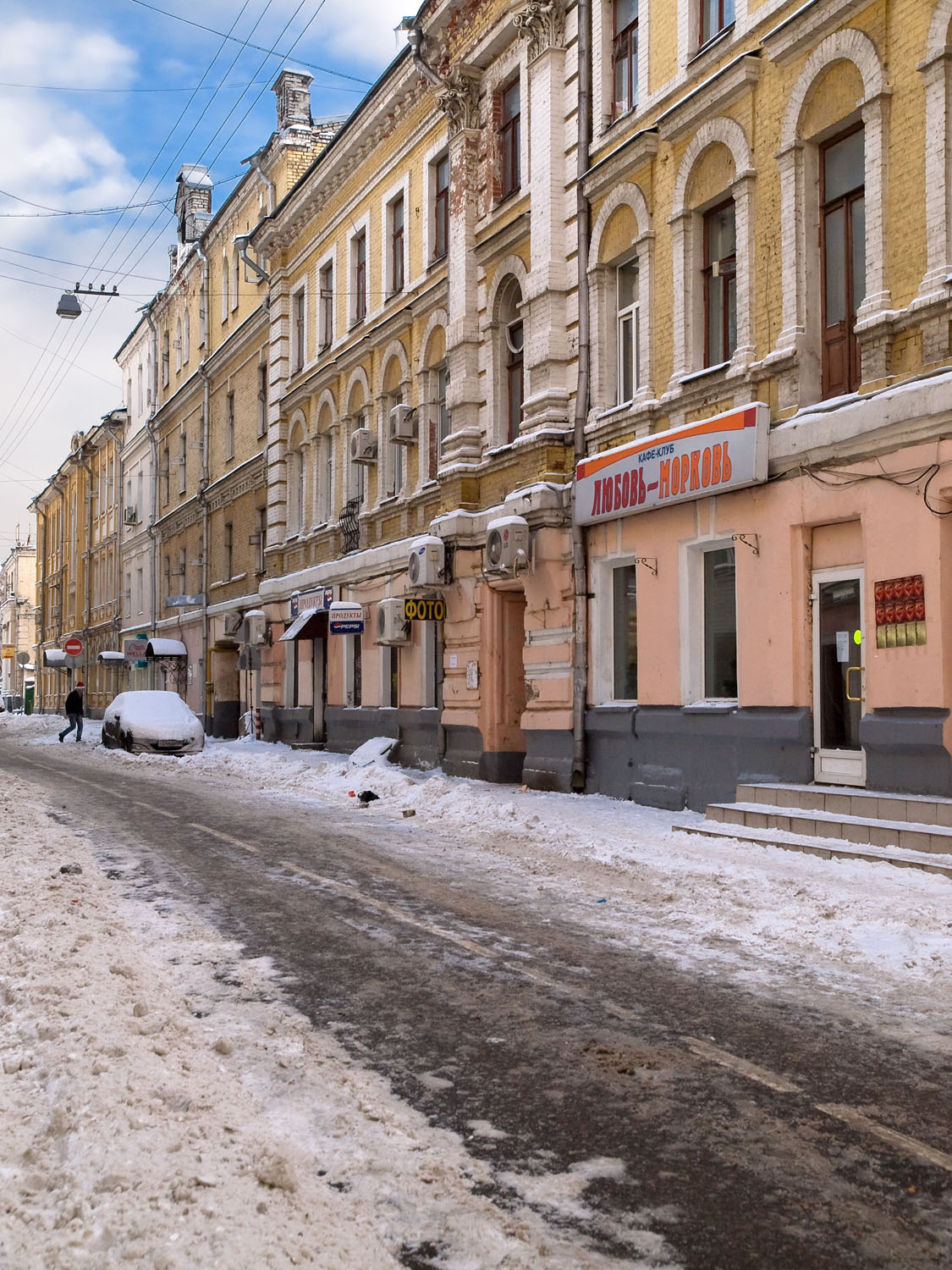
№ 2.
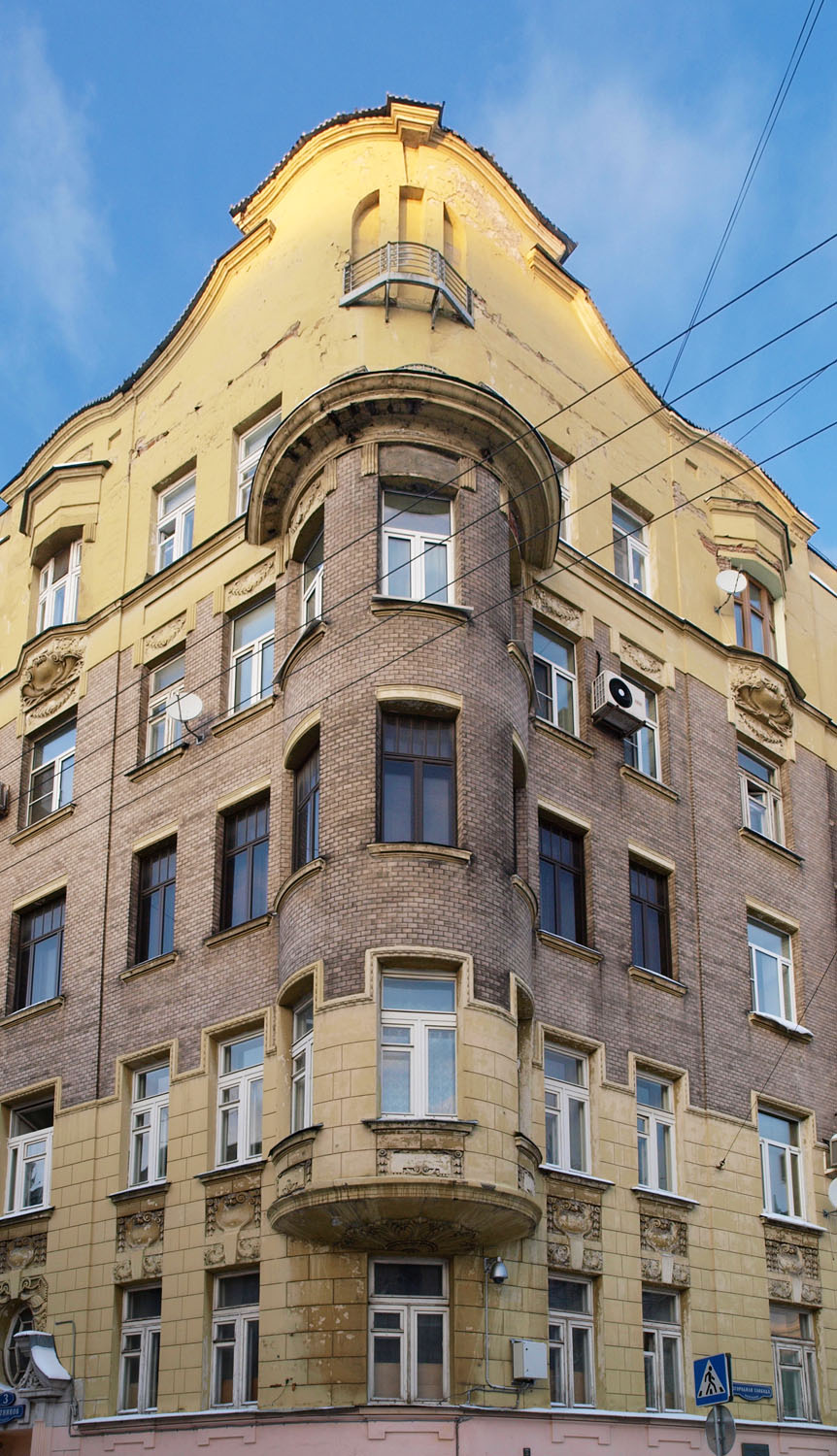
№ 3.
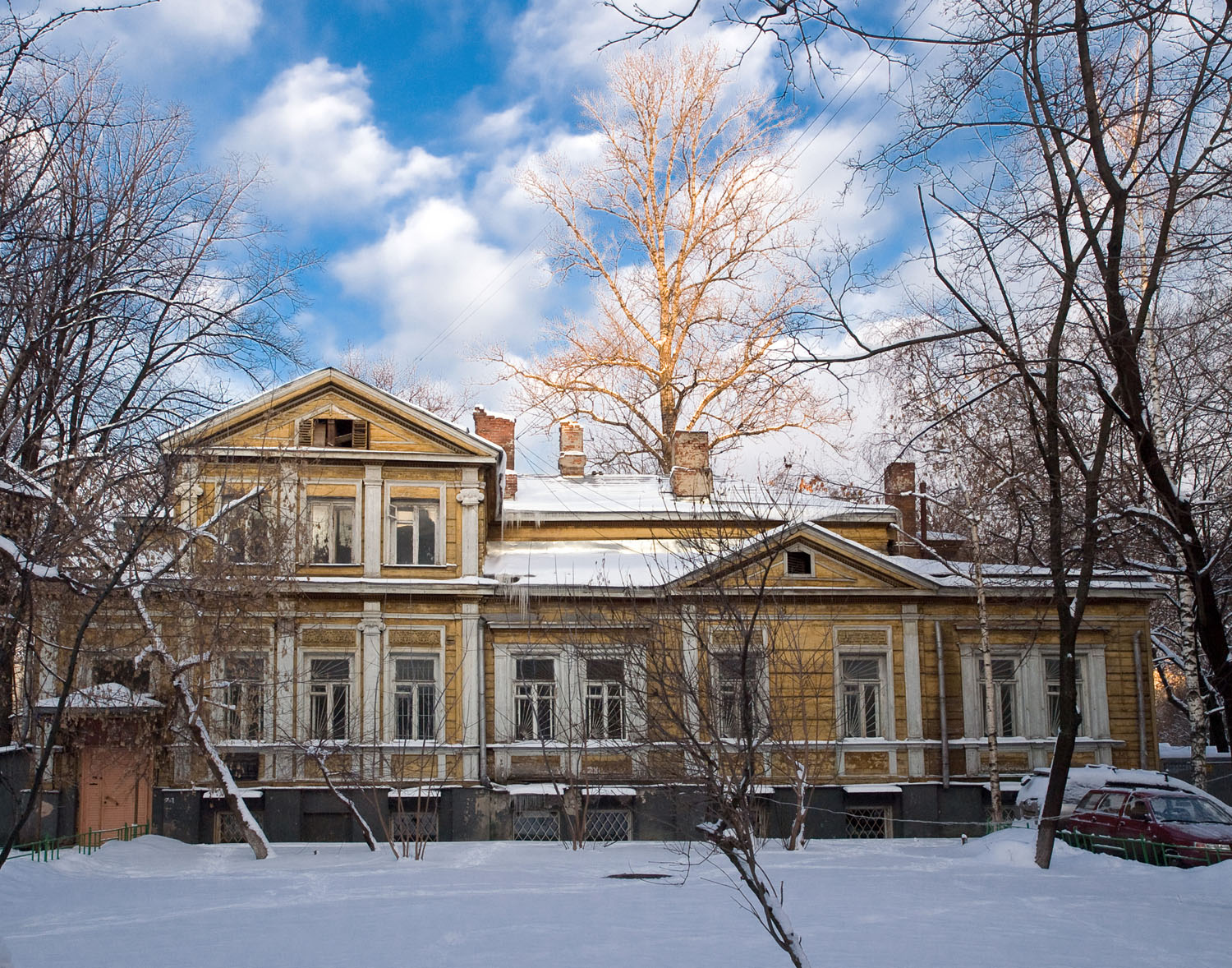
№ 7.